# Maximilian Forster
Maximilian Forster (* 19. September 1990 in Landshut) ist ein deutscher Eishockeyspieler, der seit 2023 beim TSV Erding in der Eishockey-Regionalliga spielt.

## Karriere

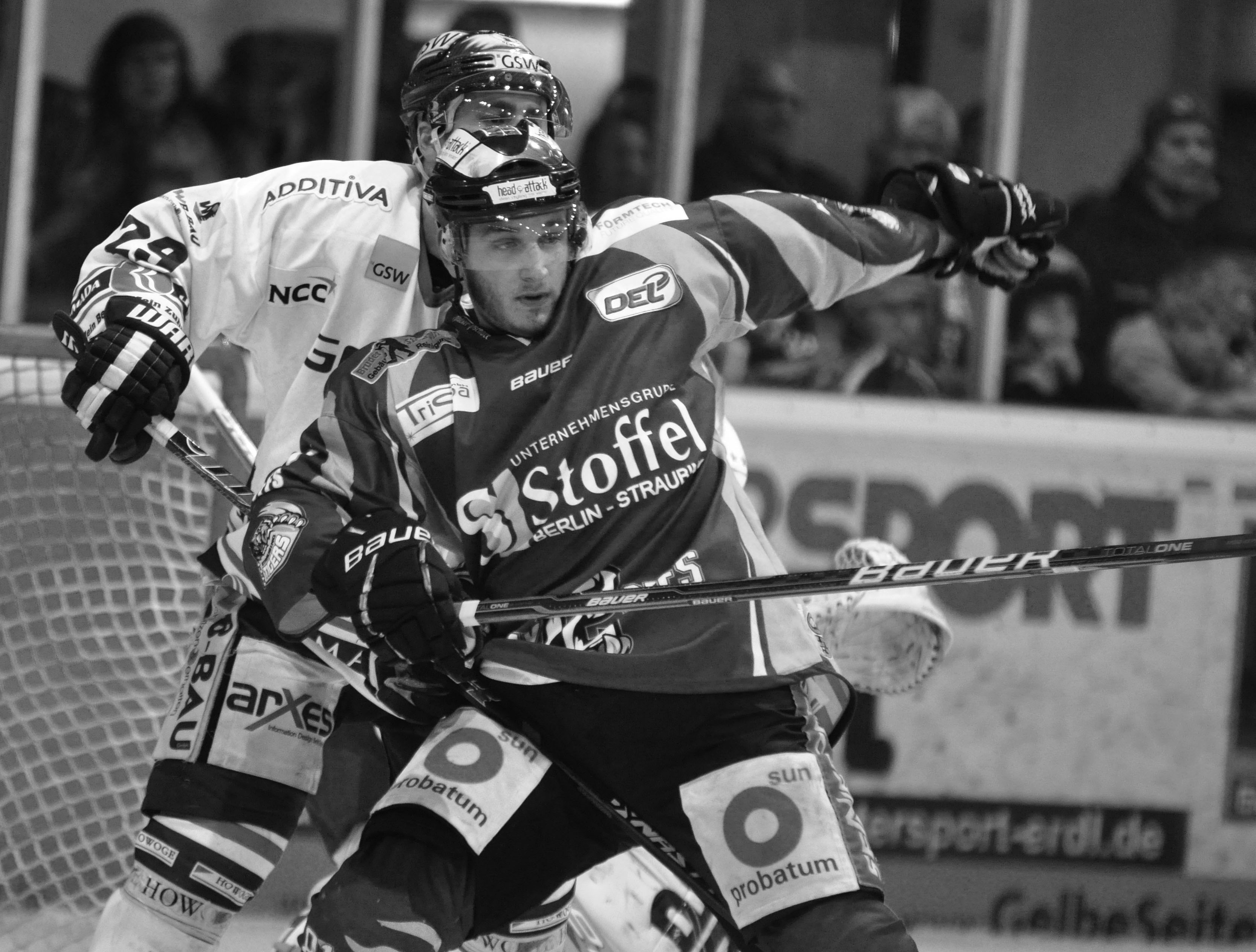
Forster im Trikot der Straubing Tigers (2012).

Forster begann seine Karriere in seiner Heimatstadt beim EV Landshut. Dort durchlief er sämtliche Nachwuchsabteilung und gehörte ab der Saison 2004/05 zur Juniorenmannschaft, mit der der damals 14-jährige in der Deutschen Nachwuchsliga aktiv war. Nachdem er in der DNL gute Leistungen zeigte und sich kontinuierlich verbesserte, spielte er in der Saison 2007/08 erstmals für die Profimannschaft, die sich damals Landshut Cannibals nannte, in der 2. Bundesliga. Insgesamt kam er in dieser Spielzeit 14 Mal zum Einsatz und erzielte dabei ein Tor. Seit Sommer 2008 gehört er zum Stammkader der Cannibals. Bereits Ende November 2009 unterschrieb er einen Zweijahresvertrag bei den Straubing Tigers, aus der Deutschen Eishockey Liga, der mit Beginn der Saison 2010/11 gültig ist. Nach Ablauf des Vertrages kehrte der Flügelstürmer zur Saison 2012/13 zu seinem Heimatverein Landshut Cannibals zurück, für den er zunächst in der 2. Bundesliga auflief, aber im Laufe der Spielzeit zum bayerischen Ligakonkurrenten ESV Kaufbeuren wechselte. Im Sommer 2013 kehrte er zu den Niederbayern, die sich nun wieder EV Landshut nannten, zurück und spielte für sie in der DEL2. Nachdem den Landshutern wegen fehlender Wirtschaftlichkeit die Lizenz für die Spielzeit 2015/16 verweigert wurde, ging er den Weg in die drittklassige Oberliga Süd mit. Am Ende der Saison 2018/19 schaffte er mit dem EVL den Wiederaufstieg in die DEL2. Nach elf Spielzeiten in Landshut entschied sich Foster 2023, davon jeweils zwei Jahre als Kapitän und Assistenzkapitän, zum TSV Erding zu wechseln.

### International
Forster nahm 2008 mit der deutschen U18-Nationalmannschaft an der U18-Weltmeisterschaft 2008 teil. Später war er Stammspieler der deutschen U20-Auswahl und nahm mit dieser an der U20-Junioren-Weltmeisterschaft der Top-Division 2009 teil. Dort absolvierte er drei Partien und erzielte dabei einen Assist. Den Abstieg der deutschen Mannschaft in die Division I konnte er allerdings nicht verhindern. Im Folgejahr spielte er mit dem deutschen Nachwuchs in der Division I und erreichte den sofortigen Wiederaufstieg.

## Erfolge und Auszeichnungen
- 2010 Aufstieg in die Top-Division bei der U20-Weltmeisterschaft der Division I, Gruppe A

## Karrierestatistik
(Legende zur Spielerstatistik: Sp oder GP = absolvierte Spiele; T oder G = erzielte Tore; V oder A = erzielte Assists; Pkt oder Pts = erzielte Scorerpunkte; SM oder PIM = erhaltene Strafminuten; +/− = Plus/Minus-Bilanz; PP = erzielte Überzahltore; SH = erzielte Unterzahltore; GW = erzielte Siegtore; 1 Play-downs/Relegation; Kursiv: Statistik nicht vollständig)